# Allan Carlsson
Allan Carlsson (n. 8 noiembrie 1910, Örebro, Suedia – d. 17 noiembrie 1983, Norrköping, Comitatul Östergötland, Suedia) a fost un boxer ce a reprezentat Suedia, medaliat olimpic. A participat la o ediție a Jocurilor Olimpice (1932) în care a câștigat o medalie de bronz.

## Participări
Lista de mai jos prezintă principalele competiții la care a participat Allan Carlsson de-a lungul carierei.
- boxing at the 1932 Summer Olympics – featherweight[*]